# ジョージ・グラハム (時計師)

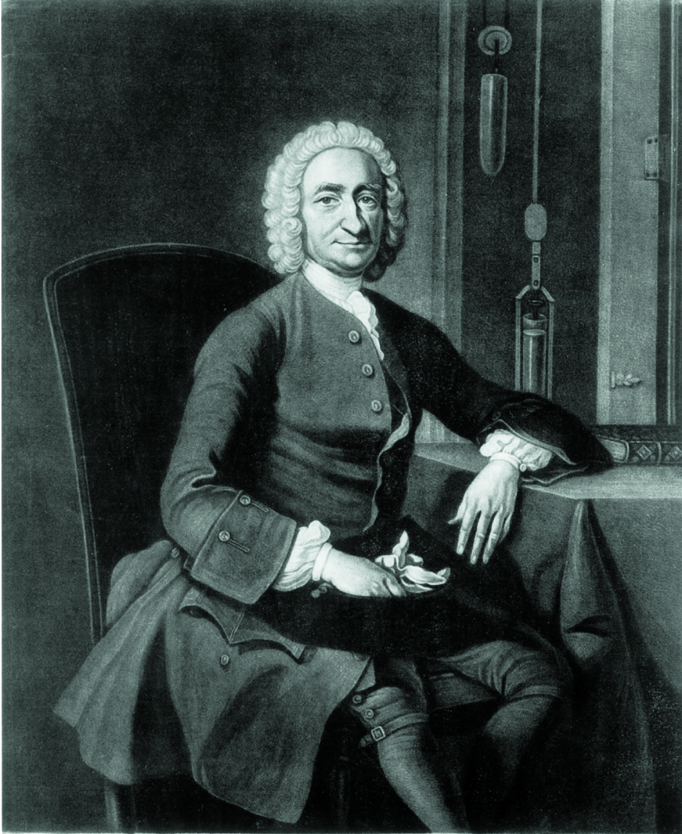
ジョージ・グラハム

ジョージ・グラハム（George Graham、1673年7月7日 - 1751年11月20日）は、イギリスの時計師、発明家。

## 生涯
カンバーランドでクェーカー教徒の家に生まれる。1688年にロンドンへ渡って時計師トーマス・トンピオンの晩年に彼のパートナーとして働き、振り子時計、太陽系儀、脱進機の発明・発展に貢献した（グラハムは後にトンピオンの姪と結婚している）。直進脱進梯（グラハム脱進機）、シリンダー脱進機、水銀補正振り子、ダンパー（弱音器）付ミニッツ・リピーターはいずれも彼が発明した。また彼は、時計製作史上最初のクロノグラフを完成させ、グラハムの名声はたちまちヨーロッパ中に知れ渡ることとなる。
しかし時計の発展において特許を取得することを拒み、自らが開発した発明を他の時計師に自由に使わせた。
また天文学者エドモンド・ハレーに対して科学機器を開発し、ジェームズ・ブラッドリーとサミュエル・モリノーの光行差観測のために天頂儀を製造した。1721年王立協会フェロー選出。
1751年にロンドンのフリート・ストリートの自宅で亡くなり、ロンドンのウェストミンスター寺院身廊に、チャールズ・ダーウィン、トーマス・トンピオンらと共に埋葬されている。現在では終焉の地のフリートストリートに彼とトンピオンの名を刻んだ記念額が設けられている。

## グラハム
彼の業績を称え、1995年から彼の名を冠した高級腕時計「グラハム」が発表されている。製造会社はエリック・ロト（Eric Loth）が創設したザ・ブリティッシュ・マスターズ社で、本社はスイスのラ・ショー・ド・フォンにある。ジョージ・グラハムの発明に敬意を示し、ほとんどのモデルはクロノグラフである。また往年のクロノグラフやストップウォッチにインスピレーションを得て真円筒状のケース、円盤状のプッシュボタンなどノスタルジックなディテールを特徴としている。
クロノファイター
ケースサイドに取り付けられたレバー式大型リューズプロテクターが最大の特徴。福山雅治がドラマ「ガリレオ」で装着していたことで有名になった。
シルバーストーン
真円状のケース、ネオクラシックなプッシュボタンが特徴。全モデル中、最も往年に近いフォルムを再現したモデル。
ソードフィッシュ
3時、9時位置が大きな真円状のフレームで意匠されたフォルムが特徴。
2009年にはブラウンGPとパートナーシップ契約を結んだ。